# Brian McDermott
Pour les articles homonymes, voir McDermott.
Brian James McDermott, né le 8 avril 1961 à Slough (Angleterre) de parents irlandais (son père est d'origine du comté de Sligo et sa mère du comté de Clare), était un footballeur anglais, qui évoluait au poste de milieu de terrain.

## Biographie

### Carrière de joueur
McDermott rejoint le centre de formation d'Arsenal en janvier 1977 où il signera professionnel en février 1979. Il fait ses grands débuts en pro le 10 mars 1979 en tant que remplaçant contre Bristol City. Il ne percera pas dans l'équipe première d'Arsenal, où il n'aura fait que 41 apparitions à l'issue de la saison 1981-1982 (dont 14 en tant que remplaçant).
Incapable d'élever ses statistiques de buteur au plus haut niveau, il est prêté à deux reprises par les Gunners, à Fulham en 1983, et à Norrköping entre avril et octobre 1984, où il sera nommé meilleur joueur de l'année en Suède. McDermott finira pas signer à Oxford United en décembre 1984 après 72 apparitions (dont 28 en tant que remplaçant) et 13 buts avec Arsenal.
Il ne fera rien d'exceptionnel après son passage à Arsenal, et jouera dans plusieurs autres clubs, en commençant par un prêt à Huddersfield Town en 1986, puis un passage à Cardiff City (pays de Galles), Exeter City, Yeovil Town, South China (Hong Kong) là où il finira sa carrière, ou presque, puisqu'il viendra en aide à Slough Town deux ans plus tard.

### Carrière d'entraîneur
Après son passage en aide à Slough Town, il deviendra l'entraîneur de ces derniers la saison suivante, où il restera 2 ans, avant de partir pour Woking en 1998, où il resta une nouvelle fois 2 ans. Il devient par la suite l'entraîneur des moins de 19 ans et de l'équipe réserve à Reading. Le 19 décembre 2009, il prend la succession de Brendan Rodgers au poste d'entraîneur de l'équipe pro. Son premier match sur le banc est contre Bristol City où le match ce fini sur le score de 1-1 grâce à l'égalisation de Simon Church à la dernière minute.
Le 2 janvier 2010, lors du 3e tour de FA Cup contre Liverpool, Reading réussit à finir sur un match nul (un partout) et obtient un match retour, qu'ils joueront à Anfield. Le match retour a lieu le 13 janvier 2010, après avoir été mené 1-0, Reading finit par égaliser sur un pénalty marqué par Gylfi Sigurðsson dans les dernières minutes, puis par prendre la tête grâce au but de Shane Long dans les prolongations. Reading remporte le match sur le score de 2-1 et accède au 4e tour. C'est la première victoire de McDermott en tant qu'entraîneur de Reading, et la première du club à Anfield. Reading battent Burnley sur le score de 1-0 au tour suivant, grâce au but de Gylfi Sigurðsson.
Le 27 janvier 2010, McDermott signe un contrat d'un an avec Reading et devient le manager à plein temps du club. Après cela, il enchaine une série de quatre victoires consécutives, dont une en huitièmes de finale de FA Cup, contre West Bromwich sur le score de 3-2. Reading est donc en quarts de finale pour la première fois depuis 83 ans. Il sera nommé dans la liste du meilleur entraîneur du mois de février, mais ne sera pas élu. Il se rattrapera en mars où il sera élu. Reading finira sa course en quarts de finale de la coupe, après une défaite contre Aston Villa sur le score de 4-2.
La saison suivante, après avoir éliminé successivement West Bromwich, Stevenage et Everton, ils accèdent une nouvelle fois aux quarts de finale de la FA Cup où ils se font éliminer par les futurs vainqueurs de la compétition, Manchester City. En championnat, malgré un mauvais départ du club, ils finissent à la 5e place et se qualifient aux playoffs, ils remportent les demi-finales contre Cardiff City sur le score de 3-0 notamment grâce au doublé de Shane Long. Ils perdent en finale à Wembley face à Swansea City, entraîné par leur ancien entraîneur Brendan Rodgers, sur le score de 4-2, et devront rester en Championship.
Ils ne resteront pas longtemps en Championship, puisqu'à l'issue de la saison 2011-2012, Reading champions de First Division, et promu en Premier League.
Le 11 mars 2013, il est licencié par son club à la suite d'un début de saison 2012-2013 chaotique.
En avril 2013, il est nommé entraineur de Leeds United.

## Palmarès

### Joueur
- Oxford United :
  - Champion de Second Division en 1985
- Cardiff City :
  - Vice-champion de Fourth Division en 1988
  - Vainqueur de la Coupe du pays de Galles en 1988
- Exeter City :
  - Champion de Fourth Division en 1990
- South China
  - Vice-champion de Hong Kong en 1993

### Entraîneur
- Reading
  - Champion de Championship en 2012